# Saukkosaari (ö i Lappland, Östra Lappland)
Saukkosaari är en ö i Finland. Den ligger i vattendraget Kitinen och i kommunen Pelkosenniemi i den ekonomiska regionen  Östra Lapplands ekonomiska region  och landskapet Lappland, i den norra delen av landet, 800 km norr om huvudstaden Helsingfors. Öns area är 2,6 hektar och dess största längd är 490 meter i nord-sydlig riktning.